# Ambohitralanana
Ambohitralanana is een plaats en commune in het noorden van Madagaskar, behorend tot het district Antalaha dat gelegen is in de regio Sava. Een volkstelling in 2001 schatte het inwonersaantal op 17.850. De plaats biedt enkel lager onderwijs en beperkt middelbaar onderwijs aan. 80% van de bevolking werkt er als landbouwer, 0,6% houdt zich bezig met veeteelt en 18% verdient zijn brood als visser. De belangrijkste landbouwproducten zijn kruidnagel, rijst, maniok en vanille. Verder is 0,4% actief in de dienstensector en heeft 1% een baan in de industrie. De plaats heeft een eigen rivierhaven.